# Cala Pregonda
Cala Pregonda a la costa nord de Menorca al municipi d'es Mercadal, és una de les més recomanades per tots els habitants de Menorca. És un dels paratges més vells de l'illa, totalment diferent de les altres cales del sud. Tot i comptar amb uns quants xalets privats, gairebé se la pot definir com una cala verge. També es caracteritza per tenir sorra vermella i tenir un ambient que la fa molt especial, ja que el seu aspecte, a més d'un, li farà pensar que està a la superfície de Mart. Però per major contrast, l'aigua és totalment cristal·lina. La seva longitud és de 170 m, té una amplada de 60 m, el seu grau d'ocupació és mig i les condicions de bany són òptimes, aigües tranquil·les. A més, disposa d'una bona zona de fondeig.
El problema més gran que hi ha és la seva llunyania de quasi tots els llocs de l'illa i la llarga distància que cal recórrer des del pàrquing fins a la cala, ja que es tarda uns 30 min per un camí que no hi ha gens d'ombra. Per arribar a la cala, s'ha d'arribar a Es Mercadal, agafar la carretera amb direcció Fornells i desviar-se en el camí que va a Cavalleria. Una vegada en aquest camí es veu un desviament que indica Benimel·là/Pregonda.